# أنخيل مارين
أنخيل مارين (بالبلغارية: Ангел Марин)‏ هو ضابط وسياسي بلغاري، ولد في 8 يناير 1942 في بلغاريا. حزبياً، نشط في الحزب الاشتراكي البلغاري ‏. وقد انتخب عضو الجمعية الوطنية البلغارية ‏.